# Wikariat apostolski Reyes
Wikariat apostolski Reyes (łac. Apostolicus Vicariatus Reyesensis) – wikariat apostolski Kościoła rzymskokatolickiego w Boliwii. Jest podległy bezpośrednio Stolicy Apostolskiej. Został erygowany 1 grudnia 1942 roku.

## Administratorzy
- Giovanni Claudel CSsR (1943-1955)
- José Alfonso Tscherrig CSsR (1956-1970)
- Roger-Émile Aubry CSsR (1973-1999)
- Karl Bürgler CSsR (1999-2019)
- Waldo Rubén Barrionuevo Ramírez (2019-2022)